# Venezuelaparakit
Venezuelaparakit (Pyrrhura emma) är en fågel i familjen västpapegojor inom ordningen papegojfåglar.

## Utbredning och systematik
Venezuelaparakit återfinns i norra Venezuela. Den delas in i två underarter med följande utbredning:
- Pyrrhura emma emma – norra Venezuela (Yaracuy till västra Anzoátegui)
- Pyrrhura emma auricularis – nordöstra Venezuela (östra Anzoátegui, Sucre och norra Monagas)

## Status
IUCN kategoriserar arten som livskraftig.